# The Good, the Sad and the Drugly
«The Good, the Sad and the Drugly» (с англ. — «Хороший, грустный и наркотический») — семнадцатый эпизод двадцатого сезона мультсериала «Симпсоны». Премьера эпизода состоялась 19 апреля 2009 года в США на телеканале «Fox».

## Сюжет
Милхаус и Барт ослабляют каждый болт и винт в школе, что приводит к массовому хаосу, когда здание и всё его содержимое разваливается. Милхауса ловит директор Скиннер и освобождает от школьных занятий на неделю (и впоследствии оставляет его под домашним арестом). Барт, чья причастность к шалости не была обнаружена, обещает посещать Милхауса каждый день. Гомер привозит Барта в Дом престарелых, чтобы он посетил дедушку. Там Барт сразу же влюбляется в милосердную девушку по имени Дженни. Барт старается приложить все усилия, чтобы казаться «хорошим» Дженни, он демонстрирует своё добродушие, защищая утят и в итоге приглашает Дженни на обед. Однако Милхаус появляется на пороге дома Симпсонов и угрожает раскрыть истинную сущность Барта, потому что Барт забыл навестить его во время домашнего ареста. Милхаус начинает появляться на пути Барта и Дженни, каждый раз намекая на проступки Барта. В конце концов, Барт признаётся Дженни, что он на самом деле был плохим, пока он встретился с ней, и только делал вид, что он хороший, чтобы начать отношения. Он говорит, что он полностью изменился, потому что хочет быть с ней. Дженни, хоть на мгновение и радует честность Барта, но она не может простить и поверить Барту, и сердито уходит от него.
Тем временем Лиза решает написать доклад о том, как Спрингфилд будет выглядеть в 2059 году. Когда она находит интерактивные отчеты о том, что люди пьют мыло вместо воды, началась мировая война из-за последней капли нефти, парковки заполнены навсегда, и последний белый медведь совершает самоубийство, повесившись, она полна тревоги и депрессии, и пугает своих одноклассников своими тёмными видениями, что уровень океанов поднимется из-за глобального потепления, уничтожив человечество, живущее в пустынях, и тьма падает на новую Ниневию. Гомер и Мардж ведут её к психиатру, который прописывает Лизе «счастливые таблетки» «Игноритал». Лиза сначала относилась к ним скептически, но после приёма первой таблетки она теряет связь со своими проблемами и видит весь мир как смайлики. Из-за таблеток она чуть не целует работающий вентилятор, после чего Мардж решает, что Лизе не следует больше принимать таблетки. Она бросает их в мусорную корзину, но их быстро съедает Маленький Помощник Санты. Когда Мэгги ставит вентилятор к нему, он (за кадром) облизывает вентилятор.
Убитый горем, Барт идёт в магазин «На скорую руку», утопляя своё горе в паре стаканов «Скуиши». Придя в норму, Лиза мудро говорит ему, что он не должен погружаться в отчаяние, принеся извинения Милхаусу за пренебрежение к нему во время его последних дней домашнего ареста. Барт решает воспользоваться советом Лизы, купить букет из роз, и принести ему извинения за ложь Дженни о его истинном характере и за его пренебрежение к Милхаусу.
Два друга примиряются и разыгрывают вместе, неоднократно проехав на ледовом комбайне по этажу школы, пока он не стал скользким, как лед. Затем они ждут звонка и смотрят, как школьники падают, в то время как искусственный снег падает на смоделированный каток.

## Культурные отсылки
- Название серии пародирует название фильма «Хороший, плохой, злой» (англ. The Good, the Bad and the Ugly).
- Когда Лиза ищет, каким будет Спрингфилд через 50 лет, она пользуется поисковой системой «Oogle», что является пародией на название компании «Google».
- В серии упомянута серия фильмов «Шрек».

## Отношение критиков и публики
По рейтингу Нильсена, «The Good, the Sad and the Drugly» посмотрело 6,5 млн домов во время его первого показа в США. Он получил рейтинг 3,0 по просмотрам в возрасте 18-49 лет, и был вторым самым популярным среди мультфильмов, после «Гриффинов», но впереди «Американского папаши!» и премьеры «Садись, двойка!».
Эрик Эспелшеглер из TV Verdict сказал, что эпизод не плохой, он просто не очень оригинальный. Он считает, что он много заимствует из прошлых эпизодов, заявив: «Я с удовольствием защищаю шоу против тех, которые говорят, что это уже не смешно, но эпизоды, подобные этому, трудно защищать от тех, кто говорит, что большинство 20 сезонов основано на том же самом».
Роберт Кэннинг из «IGN» дал эпизоду 7,5 из 10 возможных, и сказал, что многие основные идеи в «The Good, the Sad and the Drugly» были добыты раньше в эпизодах Симпсонов, но сказал, что эпизод использовал классические эпизоды, как вдохновение, а не просто копирование их. Кэннинг сказал про Хэтэуэй, что она действительно сделала прекрасную работу, но сказал, что не было ничего великолепного в той части, которую она призвана выполнять, так что по сути Дженни могла быть выполнена кем угодно.
Женевьев Коски из The A.V. Club сообщила, что эпизод полагается на несколько старых сюжетно-мудрых каштанов и извлекает выгоду из довольно простой истории нестранными отступлениями или прелюдиями, которые никуда не ведут, и минимум шутовства Гомера.